# Ясне (Джанкойський район)
Я́сне (крим. Yasne) — селище в Україні, Джанкойського району Автономної Республіки Крим. Населення становить 102 особи. Орган місцевого самоврядування — Лобанівська сільська рада.

## Географія
Ясне — селище в західній частині району, при станції Богемка залізничної лінії Джанкой — Армянськ . Найближчі села: Жилине за 0,8 км на південь, Лобанове за 0,9 км на захід і Ударне — за 0,7 кілометра на північ, висота над рівнем моря — 25 м. Відстань до райцентру — близько 12 кілометрів.

### Клімат
| Клімат Ясного             | Клімат Ясного | Клімат Ясного | Клімат Ясного | Клімат Ясного | Клімат Ясного | Клімат Ясного | Клімат Ясного | Клімат Ясного | Клімат Ясного | Клімат Ясного | Клімат Ясного | Клімат Ясного | Клімат Ясного |
| Показник                  | Січ.          | Лют.          | Бер.          | Квіт.         | Трав.         | Черв.         | Лип.          | Серп.         | Вер.          | Жовт.         | Лист.         | Груд.         | Рік           |
| Середній максимум, °C     | 3,1           | 3,7           | 7,0           | 14,7          | 21,0          | 25,7          | 28,7          | 28,2          | 22,6          | 15,9          | 10,0          | 5,8           | 15            |
| Середня температура, °C   | −0,1          | 0,4           | 3,2           | 9,9           | 15,7          | 20,2          | 23,0          | 22,4          | 17,0          | 11,1          | 6,5           | 2,9           | 11            |
| Середній мінімум, °C      | −3,2          | −2,9          | −0,6          | 5,1           | 10,5          | 14,8          | 17,3          | 16,6          | 11,5          | 6,4           | 3,0           | 0,0           | 6             |
| Норма опадів, мм          | 37            | 30            | 29            | 28            | 42            | 54            | 39            | 32            | 33            | 26            | 37            | 39            | 426           |
| ------------------------- | ------------- | ------------- | ------------- | ------------- | ------------- | ------------- | ------------- | ------------- | ------------- | ------------- | ------------- | ------------- | ------------- |
| Джерело: climate-data.org |               |               |               |               |               |               |               |               |               |               |               |               |               |

## Історія
Селище було засноване робітниками МТС в 1956 році.
Окуповане Російської Федерацією з березня 2014 року внаслідок анексії Автономної Республіки Крим.

## Населення

### Мова
Розподіл населення за рідною мовою за даними перепису 2001 року:
| Мова                | Відсоток |
| ------------------- | -------- |
| російська           | 47,06 %  |
| кримськотатарська   | 41,18 %  |
| українська          | 5,88 %   |
| білоруська          | 0,98 %   |
| інші/не визначилися | 4,9 %    |